# Agostinho Marques Perdigão Malheiro (filho)
Agostinho Marques Perdigão Malheiro (Campanha, 5 de julho de 1824 - Rio de Janeiro, 3 de julho de 1881), foi um jurisconsulto, escritor e historiador brasileiro.

## Biografia
Filho do conselheiro e ex-ministro do Supremo Tribunal de Justiça, Agostinho Marques Perdigão Malheiro, e de Urbana Cândida dos Reis Perdigão, foi agraciado com os títulos de fidalgo da Casa Imperial, Cavaleiro da Ordem de Cristo, e Comendador da mesma Ordem pelo decreto imperial de 30 de janeiro de 1866.
Formou-se em letras pelo Imperial Colégio de D. Pedro II, no Rio de Janeiro, onde passou a advogar a partir de 1850. Obteve doutorado em Ciências Jurídicas e Sociais pela Universidade de São Paulo. Foi sócio efetivo do Instituto Histórico e Geográfico do Brasil e do Instituto dos Advogados Brasileiros, instituição na qual foi eleito presidente em mais de uma ocasião.

## Obras
- Indice chronologico dos factos mais notaveis da Historia do Brasil desde seu descobrimento em 1500 até 1849 (1853)
- Commentario a lei n. 463 de 2 de setembro de 1847 sobre  successão dos filhos naturaes e sua filiação. Rio de Janeiro, 1857.
- Manual do procurador dos feitos da fazenda nacional nos juizos de primeira instancia. Rio de Janeiro, 1859
- A escravidão no Brasil: ensaio historico-juridico-social (1866)
- Repertório ou indice alfabético da reforma hypothecaria e sobre as sociedades de credito rural. Rio de Janeiro, 1865. 72 pp.
- Supplemento ao Manual do procurador dos feitos da fazenda nacional, Rio de Janeiro, 1870.
- Successão dos filhos naturaes. Rio de Janeiro, 1872.